# Мильськ
Мильськ — село в Україні, у Луцькому районі Волинської області. Входить до складу Рожищенської міської громади. Населення становить 466 осіб.

## Географія
Село розташоване на правому березі річки Стохід.

## Історія
У 1906 році село Рожиської волості Луцького повіту Волинської губернії. Відстань від повітового міста 38 верст, від волості 15. Дворів 67, мешканців 394.
12 червня 2020 року, згідно з розпорядженням Кабінету Міністрів України  № 708-р, село увійшло до складу Рожищенської міської громади.
19 липня 2020 року, в результаті адміністративно-територіальної реформи та ліквідації Рожищенського району, село увійшло до складу новоутвореного Луцького району.

## Населення
Згідно з переписом УРСР 1989 року чисельність наявного населення села становила 456 осіб, з яких 213 чоловіків та 243 жінки.
За переписом населення України 2001 року в селі мешкали 453 особи. 100 % населення вказало своєю рідною мовою українську мову.

## Соціальна інфраструктура
У селі є школа (загальноосвітня І—ІІІ ступеня), дитячий садочок, пошта, медпункт, сільська рада, церква.

## Видатні уродженці
У Мильську 5 жовтня 1941 року народилась польська співачка Хелена Майданець (пол. Helena Majdaniec), яку називають «королевою польського твісту».